# André Wogenscky
André Wogenscky (ur. 3 czerwca 1916 w Remiremont, zm. 5 sierpnia 2004 w Saint-Rémy-lès-Chevreuse) – francuski architekt.

## Życiorys
Urodził się w 3 czerwca 1916 w Remiremont, w regionie Grand Est. Pochodził z rodziny wywodzącej się z polskiej arystokracji osiadłej we Francji w XVIII, jego młodszym bratem był malarz Robert Wogenscky, a żoną Marta Pan. Od 1936 jego droga naukowa i zawodowa związała go z Le Corbusierem (Charles-Édouard Jeanneret-Gris), był jego uczniem, asystentem i współprojektantem jego założeń architektonicznych takich jak budynek mieszkalny Unité d’habitation w Marsylii. Od 1942 uczestniczył w założonym przez Le Corbusiera zgrupowaniu architektów i konstruktorów „Ascoral”, które stawiało sobie za zadanie przygotowanie projektów i założeń architektonicznych, które zostaną wdrożone po zakończeniu wojny. Po zakończeniu współpracy z Le Corbusierem w 1956 założył własne biuro projektów, równocześnie rozpoczął trwającą do 1965 pracę wykładowcy w Państwowej Szkole Architektury w Brukseli. Od 1966 został mianowany na generalnego architekta obiektów cywilnych i pomników dziedzictwa narodowego. W tym okresie zaprojektował swoje najwybitniejsze dzieła m.in. szpital Paris w prefekturze Haust-de-Seine, Centrum Kulturalne w Grenoble oraz założenia architektoniczne w Libanie i Japonii. Od 1971 do 1988 zajmował stanowisko prezesa Fundacji Le Corbusiera. W 1989 przyznano mu „Grand prix national de l’architecture”, a w 1998 otrzymał członkostwo honorowe francuskiej Akademii Sztuk. Rok później był delegatem na spotkaniu Pięciu Akademii.
Zmarł 5 sierpnia 2004 roku w Saint-Rémy-lès-Chevreuse, w regionie Île-de-France.

## Odznaczenia
- Order Sztuki i Literatury (Oficer)
- Legia Honorowa (Oficer)